# انقباض تورمی
در علم اقتصاد، انقباض تورمی (به انگلیسی:shrinkflation) فرایند کوچک شدن اقلام در اندازه یا کمیت، یا حتی گاهی فرمول بندی مجدد یا کاهش کیفیت در یک محصول است. انقباض تورمی در حالی که قیمت محصول ثابت یا افزایش می‌یابد رخ می‌دهد. لغت انگلیسی «shrinkflation» یک تکواژ چند وجهی از کلمات «shrink» (به معنی: منقبض یا کوچک شدن) و inflation (به معنی:تورم) است. اولین استفاده از اصطلاح انگلیسی «shrinkflation» با معنای فعلی آن به اقتصاددانی با نام «Pippa Malmgren» نسبت داده شده‌است، اگرچه این اصطلاح پیش از این توسط مورخی با نام «Brian Domitrovic» برای اشاره به اقتصاد در حال کوچک شدن با تجربه تورم بالا به کار برده شده بود.

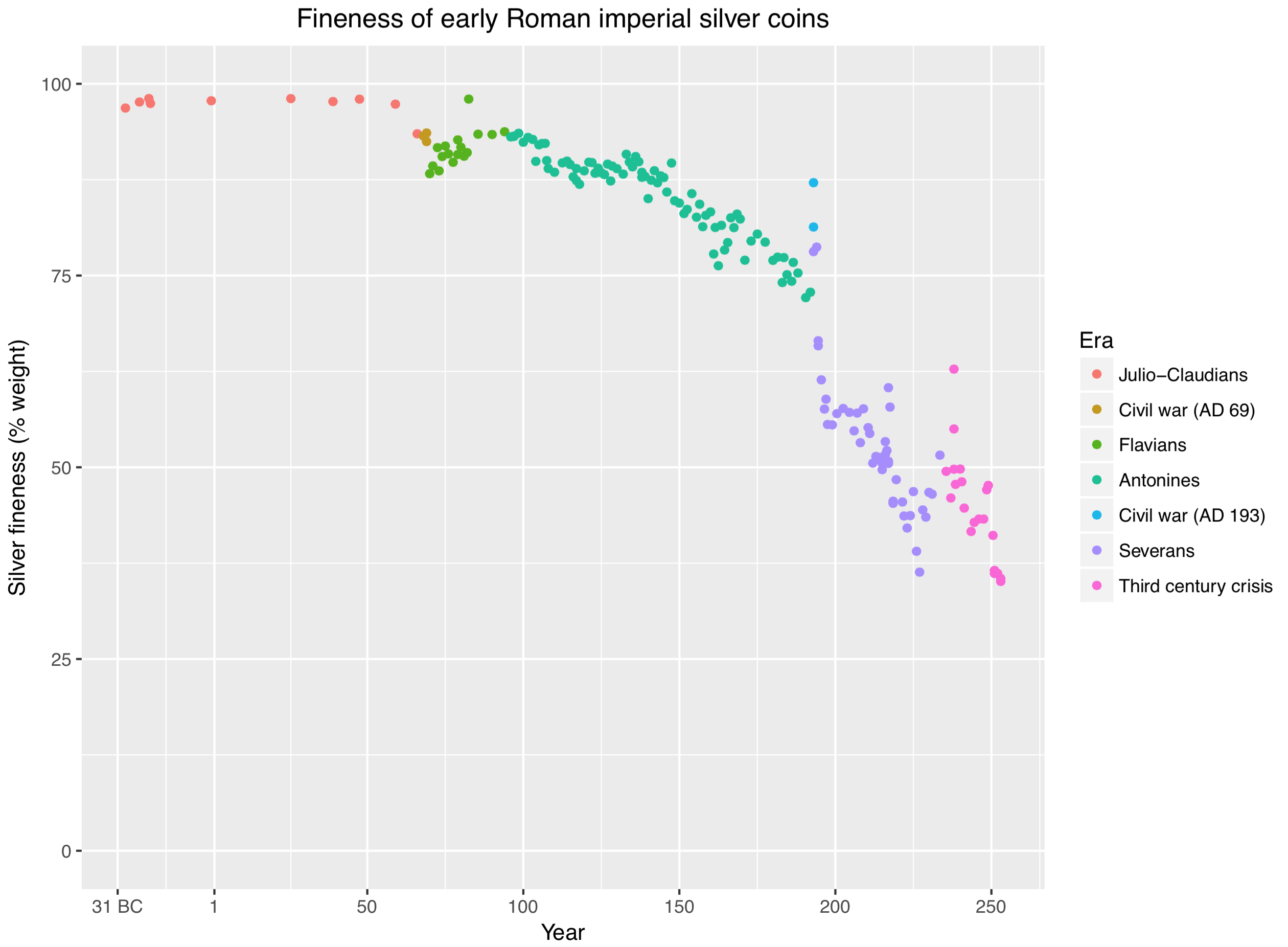
کاهش ارزش پول رایج با انقباض تورمی موازات دارد. این نمودار کاهش محتوای سکه نقره را در طول تاریخ امپراتوری روم نشان می‌دهد.

انقباض تورمی به شرکت‌ها اجازه می‌دهد تا حاشیه عملیاتی و سودآوری خود را با کاهش هزینه‌ها و در عین حال حفظ حجم فروش افزایش دهند. انقباض تورمی اغلب به عنوان جایگزینی برای افزایش قیمت‌ها مطابق با تورم استفاده می‌شود. گروه‌های حقوقی حمایت از مصرف‌کننده نسبت به استفاده از انقباض تورمی انتقاداتی را وارد نموده‌اند.